# Uber Gradella
Uber Gradella (Mantova, 14 giugno 1921 – Roma, 6 gennaio 2015) è stato un calciatore italiano.

## Carriera
Portiere, grande amico di Silvio Piola, arriva alla Lazio nel 1940, a 19 anni, proveniente dal Verona, dove è stato titolare per 33 partite nel campionato di Serie B 1939-1940. Rimane in biancoceleste per tutti gli anni quaranta. 

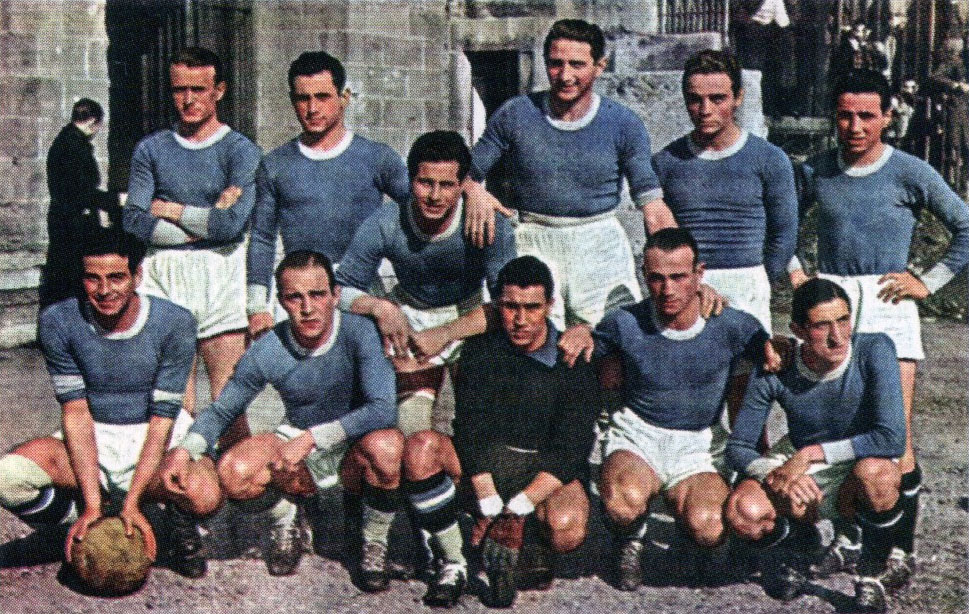
Gradella (accosciato, al centro) nella Lazio del 1940-1941

Il 13 febbraio 1949, nel corso di Atalanta-Lazio 1-1, quando mancavano due minuti al termine dell'incontro, sugli sviluppi di un calcio d'angolo, Gradella si gettò senza paura sulla palla, nonostante l'opposizione di diversi avversari. Cadendo a terra venne sommerso da sette tra compagni ed avversari con il ginocchio sinistro che si gira completamente. Nonostante la menomazione rimase stoicamente in campo fino al fischio di chiusura. A seguito dell'infortunio riportato, rimase un anno fermo tra interventi chirurgici e convalescenza. Quando era pronto per il rientro, il suo posto fu preso da Sentimenti IV. Uber ricevé la lista gratuita ma piuttosto che lasciare l'amata Lazio decise di abbandonare l'attività.
Il suo curriculum in biancoceleste è di 161 presenze complessive tra campionato di Serie A (151 partite, di cui 132 nelle edizioni a girone unico), Coppa Italia e Campionati romani di guerra

## Curiosità
Nel 1945, dopo la Seconda guerra mondiale, la Lazio anziché pagargli l'ingaggio, aiutò Gradella ad aprire un negozio di abbigliamento ed attrezzature sportive, dando vita al marchio Gradella Sport. Avrebbe fornito il materiale tecnico al club romano fino alla fine degli anni sessanta.

## Palmarès
- Campionato romano di guerra: 1

Lazio: 1943-1944